# L'educazione sentimentale di Eugénie
L'educazione sentimentale di Eugénie è un film del 2005 diretto da Aurelio Grimaldi.

## Trama
La giovanissima Eugénie è invitata a trascorrere qualche giorno nella residenza di Madame de Saint-Ange per un incontro con un singolare filosofo, il cinico e libertino Marchese de Dolmancé, onde educare la ragazza con dissertazioni filosofiche e pratiche sessuali, coadiuvato dalla stessa nobile, suo fratello il cavaliere De Mirvel ed il servitore Augustin. La bigotta madre di Eugénie raggiunge poi la residenza di Saint-Ange per ricevere la notizia che sua figlia è partita e venire accolta dagli altri personaggi per essere "rieducata" secondo i desideri del suo stanco marito.

## Produzione
Il film è liberamente tratto da La filosofia del boudoir (1795) del Marchese de Sade e Le relazioni pericolose (1782) di Choderlos de Laclos.